# Al-Ain Sports and Cultural Club 2010-2011
Questa voce raccoglie le informazioni riguardanti l'Al-Ain Sports and Cultural Club nelle competizioni ufficiali della stagione 2010-2011.

## Maglie di gioco
| Casa | Trasferta | Terza |

## Calciomercato

### Sessione estiva(dall'1/7 all'1/9)
| Acquisti | Acquisti         | Acquisti    | Acquisti   |
| R.       | Nome             | da          | Modalità   |
| -------- | ---------------- | ----------- | ---------- |
| A        | Soufiane Alloudi | Al-Wasl     | definitivo |
| C        | Ibrahima Keita   | Al-Qadisiya | prestito   |

| Cessioni | Cessioni       | Cessioni       | Cessioni                   |
| R.       | Nome           | a              | Modalità                   |
| -------- | -------------- | -------------- | -------------------------- |
| A        | Emerson        | Fluminense     | definitivo                 |
| C        | Lee Ho         | Omiya Ardija   | definitivo                 |
| C        | Jorge Valdivia | Palmeiras      | definitivo(6.500.000 euro) |
| D        | Hilal Saeed    | Al-Nasr        | definitivo(8.500.000 euro) |
| C        | Ahmad Mathaad  | Shabab Al-Ahli | definitivo                 |
| A        | Nasser Khamis  | Dubai Club     | definitivo                 |
| D        | Ahmed Khamis   | Shabab Al-Ahli | definitivo                 |

### Sessione invernale(dall'1/1 al 31/1)
| Acquisti | Acquisti          | Acquisti             | Acquisti   |
| R.       | Nome              | da                   | Modalità   |
| -------- | ----------------- | -------------------- | ---------- |
| C        | Milovan Mirošević | Universidad Católica | prestito   |
| A        | Elias             | Atl. Goianiense      | prestito   |
| P        | Ismail Rabee Juma | Al-Nasr              | definitivo |

| Cessioni | Cessioni  | Cessioni            | Cessioni               |
| R.       | Nome      | da                  | Modalità               |
| -------- | --------- | ------------------- | ---------------------- |
| A        | José Sand | Deportivo La Coruña | prestito(500.000 euro) |

## Statistiche

### Migliori Marcatori
| Posizione | Nazione                        | Numero | Nome                | Pro-League | Etisalat Cup | Presidents Cup | Champions League | Totale |
| --------- | ------------------------------ | ------ | ------------------- | ---------- | ------------ | -------------- | ---------------- | ------ |
| 1         | Emirati Arabi Uniti (bandiera) | 10     | Omar Abdulrahman    | 8          | 0            | 1              | 2                | 11     |
| =         | Argentina (bandiera)           | 9      | José Sand           | 7          | 4            | 0              | 0                | 11     |
| 3         | Brasile (bandiera)             | 38     | Elias Ribeiro       | 5          | 1            | 0              | 4                | 10     |
| 4         | Emirati Arabi Uniti (bandiera) | 29     | Juma Saeed          | 2          | 4            | 0              | 0                | 6      |
| 5         | Emirati Arabi Uniti (bandiera) | 5      | Ismail Ahmed        | 2          | 1            | 0              | 0                | 3      |
| =         | Emirati Arabi Uniti (bandiera) | 31     | Haddaf Al Ameri     | 0          | 2            | 0              | 1                | 3      |
| =         | Emirati Arabi Uniti (bandiera) | 70     | Bandar Al Ahbabi    | 0          | 3            | 0              | 0                | 3      |
| =         | Emirati Arabi Uniti (bandiera) | 20     | Mohamed Abdulrahman | 3          | 0            | 0              | 0                | 3      |
| 9         | Emirati Arabi Uniti (bandiera) | 26     | Hamad Al Merri      | 0          | 0            | 1              | 1                | 2      |
| =         | Emirati Arabi Uniti (bandiera) | 7      | Ali Al-Wehaibi      | 1          | 1            | 0              | 0                | 2      |
| =         | Emirati Arabi Uniti (bandiera) | 23     | Shehab Ahmed        | 1          | 0            | 1              | 0                | 2      |
| =         | Emirati Arabi Uniti (bandiera) | 2      | Abdulaziz Fayez     | 2          | 0            | 0              | 0                | 2      |
| =         | Emirati Arabi Uniti (bandiera) | 19     | Mohanad Salem       | 1          | 0            | 1              | 0                | 2      |
| =         | Emirati Arabi Uniti (bandiera) | 11     | Saif Mohammed       | 0          | 2            | 0              | 0                | 2      |
| =         | Emirati Arabi Uniti (bandiera) | 44     | Faris Jumaa         | 2          | 0            | 0              | 0                | 2      |
| =         | Costa d'Avorio (bandiera)      | 6      | Ibrahima Keita      | 0          | 2            | 0              | 0                | 2      |
| =         | Emirati Arabi Uniti (bandiera) | 8      | Ahmed Al Shamisi    | 0          | 0            | 1              | 0                | 1      |
| TOTALE    |                                |        |                     | 27         | 20           | 5              | 8                | 60     |

Ultima Modifica 1º giugno 2011

### Record Disciplinari
| No. | Pos. | Nat.                           | giocatore   |   |   |   |
| --- | ---- | ------------------------------ | ----------- | - | - | - |
| 50  | P    | Emirati Arabi Uniti (bandiera) | Rabee       | 1 | 0 | 0 |
| 36  | P    | Emirati Arabi Uniti (bandiera) | Dawoud      | 0 | 0 | 0 |
| 30  | P    | Emirati Arabi Uniti (bandiera) | Sultan      | 1 | 0 | 0 |
| 55  | P    | Emirati Arabi Uniti (bandiera) | Al Bairaq   | 0 | 0 | 0 |
| 33  | D    | Emirati Arabi Uniti (bandiera) | Mohammed. S | 5 | 0 | 0 |
| 3   | D    | Emirati Arabi Uniti (bandiera) | Ayed        | 2 | 0 | 0 |
| 15  | D    | Emirati Arabi Uniti (bandiera) | Khaled. A   | 1 | 0 | 0 |
| 21  | D    | Emirati Arabi Uniti (bandiera) | Fawzi. F    | 2 | 0 | 0 |
| 4   | D    | Emirati Arabi Uniti (bandiera) | Musallem    | 6 | 0 | 1 |
| 5   | D    | Emirati Arabi Uniti (bandiera) | Ismail      | 7 | 0 | 0 |
| 19  | D    | Emirati Arabi Uniti (bandiera) | Mohanad     | 2 | 0 | 0 |
| 44  | D    | Emirati Arabi Uniti (bandiera) | Fares       | 1 | 0 | 1 |
| 14  | D    | Emirati Arabi Uniti (bandiera) | Mohamed. F  | 1 | 0 | 0 |
| 8   | C    | Emirati Arabi Uniti (bandiera) | Al Shamsi   | 0 | 0 | 0 |
| 10  | C    | Emirati Arabi Uniti (bandiera) | Omar. A     | 3 | 0 | 0 |
| 7   | C    | Emirati Arabi Uniti (bandiera) | Al Wehaibi  | 2 | 0 | 0 |
| 26  | C    | Emirati Arabi Uniti (bandiera) | Al Merri    | 2 | 0 | 0 |
| 70  | C    | Emirati Arabi Uniti (bandiera) | Bandar      | 2 | 0 | 0 |
| 77  | C    | Emirati Arabi Uniti (bandiera) | Hazza       | 3 | 0 | 0 |
| 6   | C    | Costa d'Avorio (bandiera)      | Keita       | 8 | 1 | 0 |
| 80  | C    | Cile (bandiera)                | Mirosevic   | 0 | 0 | 0 |
| 13  | C    | Emirati Arabi Uniti (bandiera) | Yaslam      | 3 | 0 | 0 |
| 23  | C    | Emirati Arabi Uniti (bandiera) | Shehab      | 2 | 0 | 0 |
| 11  | C    | Emirati Arabi Uniti (bandiera) | Saif        | 5 | 0 | 0 |
| 31  | C    | Emirati Arabi Uniti (bandiera) | Haddaf      | 2 | 0 | 0 |
| 32  | C    | Emirati Arabi Uniti (bandiera) | Raqea       | 1 | 0 | 0 |
| 18  | C    | Emirati Arabi Uniti (bandiera) | Malallah    | 2 | 0 | 0 |
| 2   | A    | Emirati Arabi Uniti (bandiera) | Azooz       | 0 | 0 | 0 |
| 38  | A    | Brasile (bandiera)             | Elias       | 4 | 0 | 0 |
| -   | A    | Argentina (bandiera)           | Sand        | 6 | 0 | 0 |
| 29  | A    | Costa d'Avorio (bandiera)      | Juma Saeed  | 4 | 0 | 0 |
| 20  | A    | Emirati Arabi Uniti (bandiera) | Mohammed. A | 4 | 0 | 0 |
| 9   | A    | Romania (bandiera)             | Badea       | 1 | 0 | 0 |

Ultima modifica 9 giugno.